# کریم‌کشته
کریم کشته روستایی است از توابع بخش میان کنگی شهرستان زابل در استان سیستان و بلوچستان ایران
اشته و براساس سرشماری سال ۱۳۸۵جمعیت آن ۶۵۰نفر (۱۴۶خانوار) بوده‌است.